# کاسام اوتیم
کاسام اوتیم (انگلیسی: Cassam Uteem؛ زادهٔ ۲۲ مارس ۱۹۴۱) یک سیاست‌مدار اهل موریس است. وی از ژوئن ۱۹۹۲ تا فوریه ۲۰۰۲ رئیس‌جمهور این کشور بود.